# Ondo-no-seto
Ondo-no-seto (jap. 音戸の瀬戸) – cieśnina na Morzu Wewnętrznym w pobliżu Kure, pomiędzy Honshū i wyspą Kurahashi. Ma ona szerokość 90 metrów. Obie wyspy łączy charakterystyczny czerwony most Ondo-ō-hashi (jap. 音戸大橋) o długości 172 metrów, otwarty w 1961 roku.